# یواس‌اس زویدردیک (آی‌دی-۲۷۲۴)
یواس‌اس زویدردیک (آی‌دی-۲۷۲۴) (به انگلیسی: USS Zuiderdijk (ID-2724)) یک کشتی بود که طول آن ۴۱۲ فوت ۰ اینچ (۱۲۵٫۵۸ متر) بود. این کشتی در سال ۱۹۱۲ ساخته شد.